# Acanthomuricea dina
Acanthomuricea dina är en korallart som beskrevs av Manfred Grasshoff 2000. Acanthomuricea dina ingår i släktet Acanthomuricea och familjen Plexauridae.
Artens utbredningsområde är Röda havet. Inga underarter finns listade i Catalogue of Life.